# Lewis Brown
Lewis Brown (nacido el 19 de febrero de 1955 en Los Ángeles, California y fallecido en la misma ciudad el 14 de septiembre de 2011) fue un jugador de baloncesto estadounidense que disputó una temporada en la NBA, además de hacerlo en la AABA, la CBA y en diversas ligas europeas. Con 2,11 metros de estatura, juega en la posición de pívot.

## Trayectoria deportiva

### Universidad
Jugó durante cuatro temporadas con los Rebels de la Universidad de Nevada-Las Vegas, en las que promedió 11,4 puntos y 9,0 rebotes por partido. En 1975 fue el máximo reboteador de la West Coast Conference, promediando 11,5 rebotes por partido.

### Profesional
Fue elegido en la sexagésimo novena posición del Draft de la NBA de 1977 por Milwaukee Bucks, pero no fue contratado por el equipo. Jugó entonces en los West Virginia Wheels de la AABA, donde fue el máximo anotador de su equipo, promediando 18,7 puntos por partido.
Jugó posteriormente en la liga neerlandesa hasta que mediada la temporada 1980-81 fichó como agente libre por los Washington Bullets, donde únicamente disputó dos partidos en los que anotó dos puntos y cogió dos rebotes. Regresó más tarde a Europa, jugando en la liga belga, la liga francesa y finalmente en la Serie A2 italiana, donde promedió 14,6 puntos y 9,9 rebotes por partido.

## Estadísticas de su carrera en la NBA

### Temporada regular
| Temporada | Edad | Equipo             | Liga | P | TIT | MIN | TC  | TCA | %TC  | 3P  | 3PA | %3P | TL  | TLA | %TL  | R.OF. | R.DEF. | REB | ASIS | ROB | TAP | PER | FP  | PTS |
| 1980-81   | 25   | Washington Bullets | NBA  | 2 |     | 2.5 | 0.0 | 1.5 | .000 | 0.0 | 0.0 |     | 1.0 | 2.5 | .400 | 0.5   | 0.5    | 1.0 | 0.0  | 0.0 | 0.0 | 0.5 | 1.0 | 1.0 |
| Total     |      |                    | NBA  | 2 |     | 2.5 | 0.0 | 1.5 | .000 | 0.0 | 0.0 |     | 1.0 | 2.5 | .400 | 0.5   | 0.5    | 1.0 | 0.0  | 0.0 | 0.0 | 0.5 | 1.0 | 1.0 |

## Fallecimiento
Tras vivir durante diez años sin hogar, fue encontrado muerto en las calles de Los Ángeles en septiembre de 2011 a los 56 años de edad.